# Igor Rakočević
Igor Rakočević (serbisch-kyrillisch Игор Ракочевић; * 29. März 1978 in Belgrad, SFR Jugoslawien) ist ein ehemaliger serbischer Basketballspieler. Er wurde mit Jugoslawien Welt- und Europameister.

## Werdegang
Rakočevic wurde in der Jugendabteilung des KK Roter Stern Belgrad ausgebildet und gab während des Spieljahres 1995/96 seinen Einstand in der Belgrader Herrenmannschaft. 2002/03 spielte er in der nordamerikanischen NBA für die Mannschaft Minnesota Timberwolves. In der Vorbereitung auf die Saison 2003/04 weilte er zeitweise bei Minnesotas Ligakonkurrent San Antonio Spurs.
Er kehrt zu Roter Stern Belgrad zurück, 2004 wechselte er nach Spanien. Gleich in seiner ersten Saison in der Liga ACB erzielte Rakočevic für Valencia 21 Punkte je Begegnung. Das war gleichzeitig der Höchstwert seiner Zeit in Spanien. Bei Tau Ceramica kam er diesem Durchschnitt mit 19,4 Punkten je Einsatz in der Saison 2008/09 noch einmal sehr nah. In den Spieljahren 2006/07, 2008/09 und 2010/11 führte er die Korbjägerliste der Euroleague an. Sein Höchstwert in einer Saison des europäischen Wettbewerbs waren 17,9 Punkte je Begegnung (Saison 2008/09).

## Nationalmannschaft
Igor Rakočevic gab sein Debüt in der Nationalmannschaft der Bundesrepublik Jugoslawien bei der Europameisterschaft 2001 in der Türkei, wo er auch die Goldmedaille holte. Bei der Weltmeisterschaft 2002 in den USA wurde er an der Seite von Vlade Divac, Predrag Stojaković und Dejan Bodiroga Weltmeister, als die Jugoslawen Argentinien in einem denkwürdigen Endspiel mit 84:77 bezwangen. 2005 stand Rakočević mit Jugoslawien bei der Europameisterschaft im eigenen Land im Endspiel, dort scheiterte mit 71:74 an Frankreich.

## Erfolge
- Jugoslawische Meisterschaft: 1998, 2001
- Spanischer Meister: 2008
- Jugoslawischer Pokalsieger: 2001
- Spanischer Pokalsieger: 2009
- Serbischer Pokalsieger: 2013
- Spanischer Supercup: 2007, 2008
- Italienischer Pokalsieger: 2012
- Goldmedaille bei der Europameisterschaft: 2001
- Goldmedaille bei der Weltmeisterschaft: 2002

## Auszeichnungen
- Most Valuable Player (MVP) der jugoslawischen Liga: 1997
- Berufen ins jugoslawische All Star Team: 1999, 2000
- Alphonso Ford Top Scorer Trophy: 2007, 2009, 2011
- All-Euroleague: First Team 2008/2009, Second Team 2006/2007